# Gyostega tricristata
Gyostega tricristata là một loài bướm đêm trong họ Geometridae.